# Siamaggiore
Siamaggiore (Siamaiore o Siamajori in sardo) è un comune italiano di 852 abitanti della provincia di Oristano, nella regione del Campidano di Oristano.

## Origini del nome
Il significato del toponimo è ancora incerto. Per lo più si indica il suo significato in riferimento alla Via Maior dei Romani. Non tutti gli studiosi concordano.
Troviamo notazione nell'Angius-Casalis ... Sia-Majore è un paese molto antico e che nel periodo del Regno d'Arborea, era prospero e molto popolato, rispetto al tempo in cui si scrive, perché meritò di essere capoluogo del Campidano, che fu nominato Majori, e che in principio dicevasi di Sia-majore... - Ed ancora nello stesso testo, alla voce Solarussa o Solorussa, troviamo: ... Solarussa, villaggio della Sardegna, provincia di Oristano, compreso nel mandamento di Cabras ... fa parte del campidano di Siamaggiore, che fu uno dei distretti dell'antico Giudicato di Arborea.

## Storia
Nel Medioevo appartenne al Giudicato di Arborea, e fece parte della curatoria del Campidano di Oristano, della quale esso era capoluogo.
Alla caduta del giudicato (1420) entrò a far parte del Marchesato di Oristano. Alla definitiva sconfitta degli arborensi, nel 1478, passò sotto il dominio aragonese e divenne un feudo. 
Intorno al 1767, in epoca sabauda, venne incorporato nel marchesato d'Arcais, feudo dei Flores Nurra, ai quali fu riscattato nel 1839 con la soppressione del sistema feudale, per cui divenne un comune amministrato da un sindaco e da un consiglio comunale.
Siamaggiore è uno dei due comuni della Sardegna, l'altro è Borore, ad avere riportato un caduto nella guerra di Crimea, si tratta del soldato Olias Antonio.

## Monumenti e luoghi d'interesse

### Architetture religiose
- Chiesa di San Costantino Magno Imperatore (parrocchiale). Si festeggia il 23 aprile.
- Oratorio delle Anime.
- Chiesa di San Ciriaco. Si festeggia l'8 agosto.
- Chiesa di Santa Maria, nella borgata di Pardu Nou.

## Società

### Evoluzione demografica
Abitanti censiti

### Lingue e dialetti
La variante del sardo parlata a Siamaggiore è il campidanese oristanese.

## Amministrazione
| Periodo         | Periodo         | Primo cittadino     | Partito                       | Carica                    | Note |
| --------------- | --------------- | ------------------- | ----------------------------- | ------------------------- | ---- |
| 25 giugno 2019  | 26 ottobre 2020 | Maria Bonaria Scala |                               | Commissario straordinario |      |
| 26 ottobre 2020 | in carica       | Davide Dessì        | Lista civica "Impegno comune" | Sindaco                   |      |